# Friedrich von Hövel

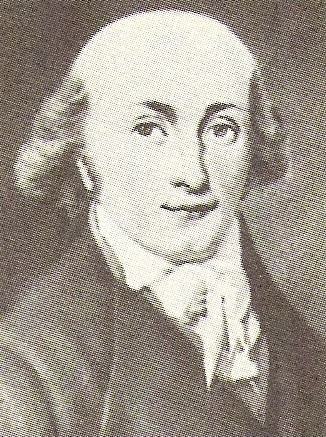
Friedrich von Hövel

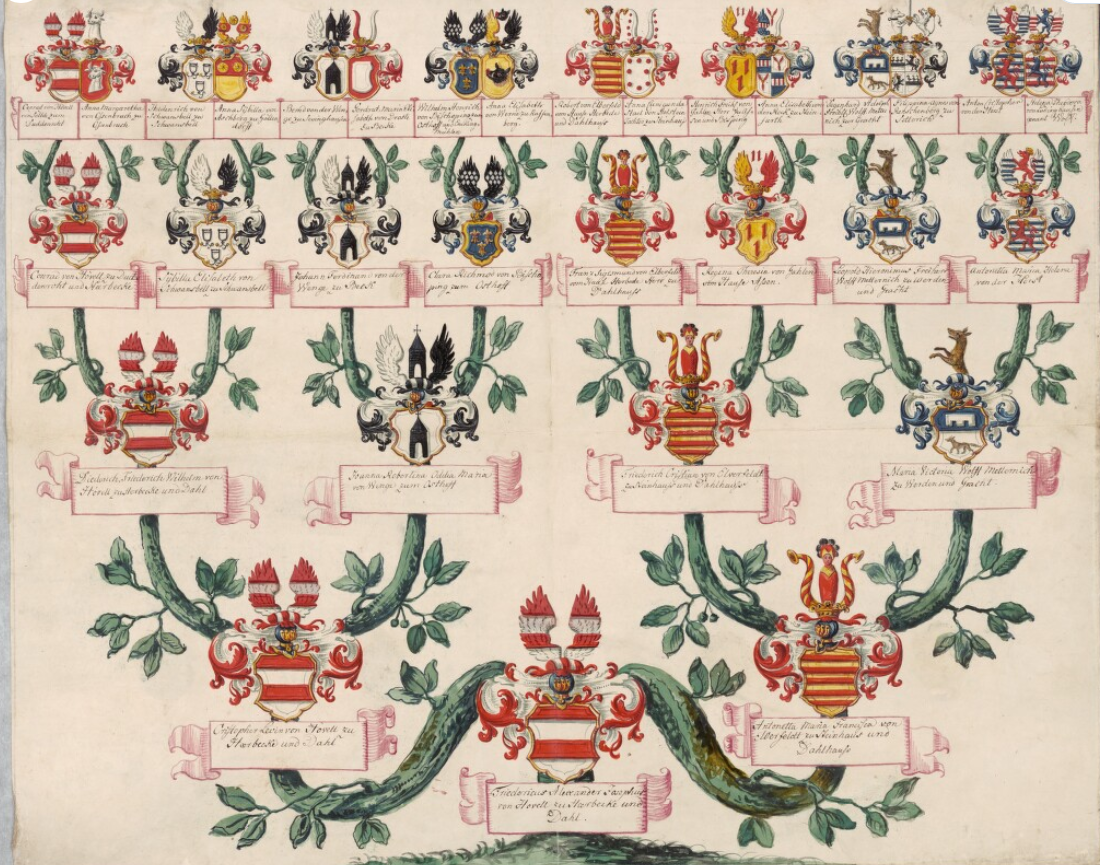
1790 Aufschwörung des Friedrich Alexander Joseph von Hövel

Friedrich Alexander Joseph Raphael Freiherr von Hövel (* 16. April 1766 auf Gut Herbeck bei Hagen; † 8. November 1826 in Münster) war ein höherer Verwaltungsbeamter und Politiker. Er zählte zur politischen und intellektuellen Führungsschicht Preußens.

## Biographie
Der auf seinem Gut Herbeck im Lennetal lebende Hövel war Fideikommissherr auf Junkernthal, Herbeck, Dudenroth, Portendieck und Enkingmühl. Er besuchte 1775 bis 1782 die Schule der Jesuiten in Fulda und trat 1783 in die Fürstbischöfliche Garde in Münster ein. Nach seinem Abschied studierte er 1785 bis 1787 in Münster und 1787 bis 1789 in Göttingen Rechtswissenschaft. Danach kümmerte er sich um die Verwaltung seiner Güter und studierte 1795 in Freiberg Geologie.
In den Jahren 1797 bis 1805 war er Landrat des Kreises Wetter und 1805 bis 1808 preußischer Kammerpräsident in Münster. Unter französischer Verwaltung wurde er 1808 zum Präfekten des Departements der Leine und Staatsrat im Königreich Westphalen ernannt und in die Reichsstände des Königreichs Westphalen gewählt. Schon 2 Jahre später zog er sich jedoch wieder auf sein Gut zurück. 1813 bis 1815 beteiligte sich Hövel maßgeblich am Aufbau des preußischen Landsturms und der Landwehrtruppen. Zusammen mit dem Freiherrn von Stein erarbeitet Hövel einen Verfassungsentwurf. 1826 war er für den Wahlbezirk Mark Mitglied des ersten Provinziallandtages von Westfalen. Er starb während der Landtagsberatungen.
Neben seinen politischen Tätigkeiten war Hövel an naturwissenschaftlichen und technischen Neuerungen interessiert. An der Bergakademie in Freiberg hatte Hövel den Unterricht von Abraham Gottlob Werner, besucht. Bis zu dessen Tod (1817) pflegte Hövel eine intensive Korrespondenz mit Werner. Hövel schrieb Aufsätze zu Geologie, Bodenkunde und Mineralogie. Die 1805 erschienene Schrift über die Gebirgskunde in Westfalen gehört zu den frühesten methodischen Abhandlungen zur Geologie der Region. Er gehört mit seinen Arbeiten zu den Wegbereitern der Geowissenschaften. 
Ferner gehörte Hövel zu den Autoren der Zeitschrift Westfälischer Anzeiger (Dortmund, 1798–1807) und gehörte zur Redaktion des Hermann - Eine Zeitschrift von und für Westfalen (Hagen, 1814–1819). 1808 wurde er zum auswärtigen Mitglied der Göttinger Akademie der Wissenschaften gewählt.

## Familie
Friedrich von Hövel war der Sohn von Christoph Levin Johann Freiherr von Hövel (1732–1784) und Antonie Maria Franziska von Elverfeldt (1733–1801), Tochter von Friedrich Christian von Elverfeldt. Friedrich von Hövel heiratete am 14. August 1796 in Herbeck Wilhelmine von Ritz aus dem Hause Etgendorf (14. Januar 1776 bis 27. Februar 1862), die Tochter des kurpfälzischen Hofratspräsidenten Friedrich Johann Wilhelm von Ritz und der Caroline Dorothea von Bottlenberg genannt Schirp Stiftsdame am Stoppenberger Stift, wo seine Mutter wirkte; der Landrat Franz Joseph von Ritz war sein Schwager. Das Paar hatte fünf Söhne und sieben Töchter, darunter:
- August (1807–1864), seit 1857 Berghauptmann